# I liga polska w hokeju na lodzie (1962/1963)
8. sezon I ligi polskiej w hokeju na lodzie rozegrany został na przełomie 1962 i 1963 roku. Był to 28. sezon rozgrywek o Mistrzostwo Polski w hokeju na lodzie. W rozgrywkach wzięło udział 6 zespołów. Mistrzem Polski został zespół Legii Warszawa. Był to 11 tytuł mistrzowski w historii klubu. W rozgrywkach za zwycięstwo klub otrzymywał dwa punkty, a za remis jeden punkt.

## Tabela
| Lp. | Zespół            | M  | Pkt | W  | R | P  | G + | G - | +/-  |
| --- | ----------------- | -- | --- | -- | - | -- | --- | --- | ---- |
| 1   | Legia Warszawa    | 35 | 57  | 27 | 3 | 5  | 192 | 83  | +109 |
| 2   | Podhale Nowy Targ | 35 | 50  | 24 | 2 | 9  | 153 | 92  | +61  |
| 3   | Górnik Katowice   | 35 | 47  | 23 | 1 | 11 | 185 | 99  | +86  |
| 4   | Baildon Katowice  | 35 | 28  | 13 | 2 | 10 | 133 | 128 | +5   |
| 5   | Pomorzanin Toruń  | 35 | 17  | 8  | 1 | 26 | 94  | 209 | -115 |
| 6   | Naprzód Janów     | 35 | 11  | 4  | 3 | 28 | 84  | 230 | -146 |

## Statystyki indywidualne
| Msc. | Gole                       | Gole | Asysty                     | Asysty | Punkty                     | Punkty |
| ---- | -------------------------- | ---- | -------------------------- | ------ | -------------------------- | ------ |
| 1    | Józef Manowski (Legia)     | 41   | Bronisław Gosztyła (Legia) | 27     | Józef Manowski (Legia)     | 60     |
| 2    | Sylwester Wilczek (Górnik) | 31   | Józef Manowski (Legia)     | 19     | Bronisław Gosztyła (Legia) | 55     |
| 3    | Józef Kurek (Legia)        | 30   | Andrzej Fonfara (Górnik)   | 19     | Sylwester Wilczek (Górnik) | 47     |
| 4    | Bronisław Gosztyła (Legia) | 28   | Sylwester Wilczek (Górnik) | 16     | Andrzej Fonfara (Górnik)   | 47     |
| 5    | Andrzej Fonfara (Górnik)   | 28   | Józef Kurek (Legia)        | 12     | Józef Kurek (Legia)        | 42     |

## Skład Mistrza Polski
Legia Warszawa: Edward Kocząb, Zygadło, Stanisław Olczyk, Szymon Janiczko, Henryk Handy, Czesak, Korzeniowski, Bronisław Gosztyła, Karol Burek, Józef Manowski, Józef Kurek, Skotnicki, Dutkiewicz, Frątczak, J. Szlendak, J. Kowalski, Skuszyński